# 魯宗之
魯宗之（？—416年），字彥仁，扶風郿縣人。東晉將領，曾經參與討伐諸桓及進攻劉毅等多場戰爭，後因自疑而與司馬休之抵抗劉裕進攻，最終失敗並投奔後秦。

## 生平
魯宗之生在北方，在晉孝武帝太元末年才南歸至襄陽（今湖北襄陽市），歷官至南郡太守。義熙元年（405年），時桓玄已死，起兵討伐桓玄的軍隊正與以桓振為首的桓楚餘黨在荊、江二州一帶作戰，魯宗之在此時起兵進攻雍州治所襄陽，桓楚雍州刺史桓蔚敗走江陵（今湖北荊州市荊州區），宗之遂兵向江陵，先在柞溪（今湖北荊州市荊州區北）擊敗桓振將領溫楷，並進駐紀南（今湖北江陵縣北紀南故城）。桓振遂留桓謙及馮該等守江陵，自率軍隊抵抗宗之，卻為宗之所敗。同時劉毅在豫章口（今湖北江陵縣東南）擊敗馮該，桓謙棄江陵出逃，遂令劉毅順利進據江陵，戰敗歸來的桓振軍見江陵城中起火便知江陵已失，隨即潰散，桓振出逃。不久桓振再起，一度攻下江陵，但不久就被劉懷肅擊殺，暫時平定桓楚勢力。魯宗之因功進輔國將軍、雍州刺史，封霄城縣侯，食邑一千五百戶。
義熙六年（410年），桓謙乘盧循之亂進攻荊州，與後秦將領苟林共同逼近江陵。因桓氏曾經長期管理荊州，甚得人心，故在桓謙號召下不少人都生異心。魯宗之當時就自率數千人自襄陽入援江陵，正處內憂外患中的荊州刺史劉道規單騎迎接，令魯宗之十分感動。道規隨後留宗之守城，自率水陸兩軍進攻桓謙，大破桓謙並將其斬殺，苟林亦敗，不久亦被殺。後獲進號平北將軍。
義熙八年（412年），劉裕討伐劉毅，劉毅敗於王鎮惡後自殺，魯宗之斬送劉毅兄劉模到江陵。戰後魯宗之又獲進號鎮北將軍，進封南陽郡公。
義熙十一年（415年），劉裕討伐司馬休之，當時魯宗之自度自己不是劉裕親黨，但屢建戰功，擔憂不被劉裕所容，於是率軍至江陵與司馬休之共同抵抗劉裕。原本宗之子魯軌擊敗了徐逵之等人率領的前鋒，但魯軌及司馬文思無法阻擋在馬頭（今湖北公安縣東北）的劉裕主力渡江，反而自潰，於是劉裕一舉攻下江陵，司馬休之及魯宗之北走，只有魯軌留守石城（今湖北鍾祥縣）。不久，趙倫之及沈林子攻石城，宗之及休之來不及救援，只得和魯軌北走襄陽，但留守襄陽的參軍李應之背叛宗之，魯宗之於是舉家與司馬休之等人一同投奔後秦。因魯宗之向來得人心，人們都爭相護衞他出境。後秦天王姚興對魯宗之授官。
義熙十二年（416年），命魯宗之進攻襄陽，但未到就去世。

## 家庭

### 子
- 魯軌，隨父北歸後秦，後秦亡後再降北魏，官至寧南將軍、荊州刺史。

### 孫
- 魯爽，魯軌子，父親去世後接替父親職位，但因醉酒而數有過失，為逃避魏太武帝誅殺而歸降南朝宋，後因參與劉義宣起兵而被薛安都殺死。
- 魯秀，魯爽七弟，才能氣力都比魯爽強，為太武帝喜愛，一次奉命去鄴城視察時因患病而遲了回來而被太武帝責罵，因而恐懼，與魯爽同降南朝，與兄同參與劉義宣叛亂，戰死。